# ذوات الصدفتين
ذوات الصدفتين أو ذوات المصراعين أو ثنائيات الصدفة أو ذوات الصمامين هي طائفة من رخويات البحر والماء العذب. كما هي الحال مع رأسيات الأرجل وبطنيات القدم فإن اسم ثنائيات الصدفة يُشير إلى الحيوان نفسه، حيث يَصف ببساطة صدفته. تحتوي هذه الطائفة ما يُقارب 30,000 نوع تتضمن المحار والمحار المروحي والملزمي وبلح البحر.  
تملك ثنائيات الصدفة أصدافاً تتألف من نصفين دائريّين متناظرين بحيث يُماثلان بعضهما بالشكل، يَجمعهما عند حافة واحدة رباط مرن يُسمى «المفصلة». الصدفة تكون متناظرة ثنائياً بشكل نموذجي، وتقع المفصلة على السهل الظهري-البطني.
ثنائيات الصدفة فريدة بين الرخويات، فهي فقدت بعض أجزاء مُصفياتها التي تستخدمها لتنقية العوالق من ماء البحر.

## اقرأ أيضا
- رخويات
- صدفة بحرية
- حجر جيري
- استردية
- معظم الرخويات